# Menna Fitzpatrick
Menna Fitzpatrick (* 5. Mai 1998 in Macclesfield, Cheshire) ist eine sehbehinderte britische Skirennläuferin.

## Leben
Fitzpatrick hat angeborene Netzhautfalten. Dies bedeutet, dass sie seit ihrer Geburt auf dem linken Auge gar nicht und auf dem rechten Auge nur eingeschränkt mit 5 % Sehvermögen sehen kann. Trotzdem lernte sie das Skifahren ab ihrem fünften Lebensjahr. Sie wurde 2010 von einem Trainer entdeckt und begann anschließend mit dem Training beim britischen Para Snowsport Team. 2012 gab sie ihr internationales Debüt für Großbritannien. Sie studierte Medienproduktion am Macclesfield College.

## Karriere
2016 waren Fitzpatrick und ihre Begleitläuferin Jennifer Kehoe die ersten britischen Gewinner des Gesamtweltcups für Sehbehinderte. Im Oktober 2016 brach sich Fitzpatrick beim Super-G-Training die Hand und musste operiert werden. Trotzdem konnten sie und Kehoe bei den Para-Alpin-Skiweltmeisterschaften 2017 in Tarvisio in Italien eine Bronzemedaille im Riesenslalom erringen. Bei den Winter-Paralympics 2018 holten Fitzpatrick und Kehoe Bronze im Super-G und zweimal Silber in der Kombination und im Riesenslalom, bevor sie am letzten Tag der Spiele Slalom-Gold holten. Bei den Weltmeisterschaften 2019 holten Fitzpatrick und Kehoe fünf Medaillen. Sie sicherten sich Bronze im Riesenslalom, Silber im Slalom und in der Kombination sowie Gold in der Abfahrt und im Super-G.
Am 25. August 2021 gab Menna Fitzpatrick das Ende ihrer Partnerschaft mit Kehoe bekannt. bei den Weltmeisterschaften 2021 in Lillehammer, Norwegen, im Jahr 2022 gewann sie die Silbermedaille in der Super-Kombination zusammen mit der neuen Begleitläuferin Katie Guest. Bei den Winter-Paralympics 2022 in Peking, China, gewann sie Silber und Bronze. Ebenfalls Silber und Bronze erreichte sie bei den Weltmeisterschaften 2023 im spanischen Espot.

## Ehrungen
Fitzpatrick wurde bei den Birthday Honours 2018 für Verdienste um den paralympischen Wintersport zum Mitglied des Order of the British Empire (MBE) ernannt.